# بتسزه (مونیکیپالیتی)
بتسزه (به آلمانی: Beetzsee) یک شهر در آلمان است که در Beetzsee واقع شده‌است. بتسزه ۲٬۷۶۹ نفر جمعیت دارد.